# Normaljahr
Normaljahr (lat. annus decretorius oder auch annus normalis) ist die Bezeichnung für ein Jahr, das als normierender Referenzpunkt für bestimmte Besitzstände und Rechte gilt.

## Geschichte
Am meisten verbreitet ist die Bezeichnung für das Jahr 1624, das nach den Bestimmungen des Westfälischen Friedens von 1648 als Stichjahr festgelegt wurde, um die Rechte der drei im Reich anerkannten Konfessionen (Katholiken, Lutheraner und Reformierte) festzuschreiben. Dabei sollte nicht nur der materielle Besitz der Bistümer, Klöster, kirchlichen Stiftungen usw. endgültig derjenigen Religionspartei zugesprochen werden, die sie am 1. Januar 1624 (dies decretorius) innegehabt hatte, sondern auch das Recht der Religionsausübung sollte auf den territorialen Stand dieses Jahres zurückgesetzt werden. Es wurde also der Grundsatz des Jus Reformandi, wie er im Augsburger Religionsfrieden von 1555 vereinbart worden war, entscheidend eingeschränkt. Veränderungen vor dem 1. Januar 1624 behielten ihre Gültigkeit, so etwa die Rekatholisierung Böhmens zu Beginn des Kriegs.
Der Gedanke, durch einen derartigen Lösungsansatz die Auswirkungen der religiösen Umwälzung politisch zu bewältigen, geht schon bis in die Reformationszeit zurück; die Bezeichnung als Normaljahr selber hat sich erst in der ersten Hälfte des 18. Jahrhunderts eingebürgert. Eine allgemeinere Begrifflichkeit in der Politik ist der Status quo (ante), mit dem oft ein gegenwärtiger (oder zuvoriger) Zustand verbindlich definiert und dadurch an diesem Normativ festgehalten werden kann. Entsprechend wurde das Normaljahr 1624 (annus regulativus) vielfach als solch ein Status Quo bezeichnet.
Ein weiteres Normaljahr gab es für das Heilige Römische Reich im Jahr 1803 im Zuge der französischen Eroberungskriege unter Napoleon und der anschließenden Gebietsveränderungen, vor allem der Tilgung der geistlichen Territorien durch Säkularisation. (siehe dazu Reichsdeputationshauptschluss)
Ebenfalls als Normaljahr wurde das Jahr 1582 angesehen, weil sich die Stimmberechtigung im Reichsfürstenrat später nach dem Besitzstand beim Reichstag von 1582 richtete.